# کلیولند (میزوری)
کلیولند (به انگلیسی: Cleveland) یک شهر در ایالات متحده آمریکا است که در شهرستان کاس، میزوری واقع شده‌است. کلیولند ۳٫۸۸ کیلومتر مربع مساحت و ۶۶۱ نفر جمعیت دارد و ۲۹۹ متر بالاتر از سطح دریا قرار دارد.